# أتيتيود (مجلة)
اتيتيود (بالإنجليزية: Attitude، وتكتب غالباً: attitude) هي مجلة نمط حياة للمثليين بريطانية مملوكة لشركة اتيتيود للإعلام المحدودة. تباع المجلة في أنحاء العالم بشكل مادي، وأيضًا كنسخة رقميّة قابلة للتنزيل على الآيفون والآي باد عبر آب ستور، وعلى أجهزة الأندرويد بواسطة جوجل بلاي. ظهر العدد الأول من مجلة اتيتيود في شهر مايو من عام 1994. وقد تم البدء بنشر طبعة تايلاندية منفصلة وأخرى فيتنامية منذ مارس 2011 ونوفمبر 2013، على التتالي.

## وصلات خارجية
- الموقع الرسمي
- اتيتيود بالتايلندي
- اتيتيود فيتنامي